# Chalara ramosa
Chalara ramosa är en svampart som först beskrevs av Nag Raj & W.B. Kendr., och fick sitt nu gällande namn av P.M. Kirk 1984. Chalara ramosa ingår i släktet Chalara, divisionen sporsäcksvampar och riket svampar.   Inga underarter finns listade i Catalogue of Life.